# Hôtel du Juge Garde des Monnaies
L’hôtel du Juge Garde des Monnaies est un ancien atelier monétaire situé 61 rue de la Monnaie à Lille, dans le département du Nord.

## Histoire
Un atelier monétaire mentionné dans la charte de 1066 de Baudoin VI dont l’emplacement précis est inconnu a fonctionné jusqu’au XIVe siècle et avait disparu sous la domination bourguignonne et des rois d’Espagne (1384-1667).
Un premier projet de rétablissement de cet atelier en 1656 est envisagé dans le bâtiment de la halle et cour de Phalempin à l’origine propriété du châtelain de Lille situé rue Saint-Pierre et en contrebas de la motte châtelaine en bordure du canal Saint-Pierre. Ce bâtiment était devenu propriété du roi d’Espagne (Philippe IV à cette date) par suite des confiscations de guerre. Ce projet n’aboutit pas.
En 1685, un Hôtel des Monnaies est créé à Lille par Louis XIV avec juridiction sur l'Artois, la Flandre et le Hainaut. Il s'installe dans le bâtiment originel du châtelain de Lille, propriété du roi de France depuis la conquête de 1667. À cette fin, on apporte à Lille l'ancien matériel de presse de la monnaie de Tournai. Il fut institué des offices héréditaires pour deux conseillers juges-gardes, un contre-garde, le directeur et les ouvriers de fabrication.
Après l'institution de l'Hôtel des Monnaies, la rue Saint-Pierre fut rebaptisée rue de la Monnaie et la partie du canal Saint-Pierre recouvert en 1922 qui longeait la Motte châtelaine (parvis de la Treille) entre les rues de Weppes et de la Monnaie, canal de la Monnaie.
En 1781, le juge-garde des Monnaies Delpierre de Ligny, chargé de la police et de l'inspection des ouvriers travaillant à la Monnaie, fait appel à l'architecte lillois François-Joseph Gombert pour construire sa maison tout à côté de l'Hôtel des Monnaies. Il en paie en partie les frais de construction, soit 12 000 livres.
L'Hôtel des Monnaies de Lille ferme ses portes en 1857. En 1858, le bâtiment est racheté par Marie-Caroline de La Grandville-Beauffort qui le fait démolir pour édifier un nouvel immeuble, l’Hôtel Notre-Dame, dont elle fait don aux Frères de la doctrine chrétienne et, à leur défaut, à l’Evêché. Dans les caves du bâtiment, au numéro 61, une association L'Atelier de la Monnaie, à laquelle la rue a donné son nom, a commencé son activité L'hôtel accueille aujourd'hui la Maison de l'Apostolat des Laïcs dont la façade principale est située près de la cathédrale Notre-Dame-de-la-Treille.
L'hôtel du juge-garde des Monnaies, qui subsiste, fait l’objet d’un inscription au titre des monuments historiques depuis le 2 juin 1970.
Courant 2024, l'Hôtel est occupé par un restaurant type "Estaminet", typique de la région. Un chef réputé de la région, Clément Richevaux, bien implanté sur la ville de Lille avec plusieurs établissements, y propose donc une cuisine typique du Nord.

## Architecture

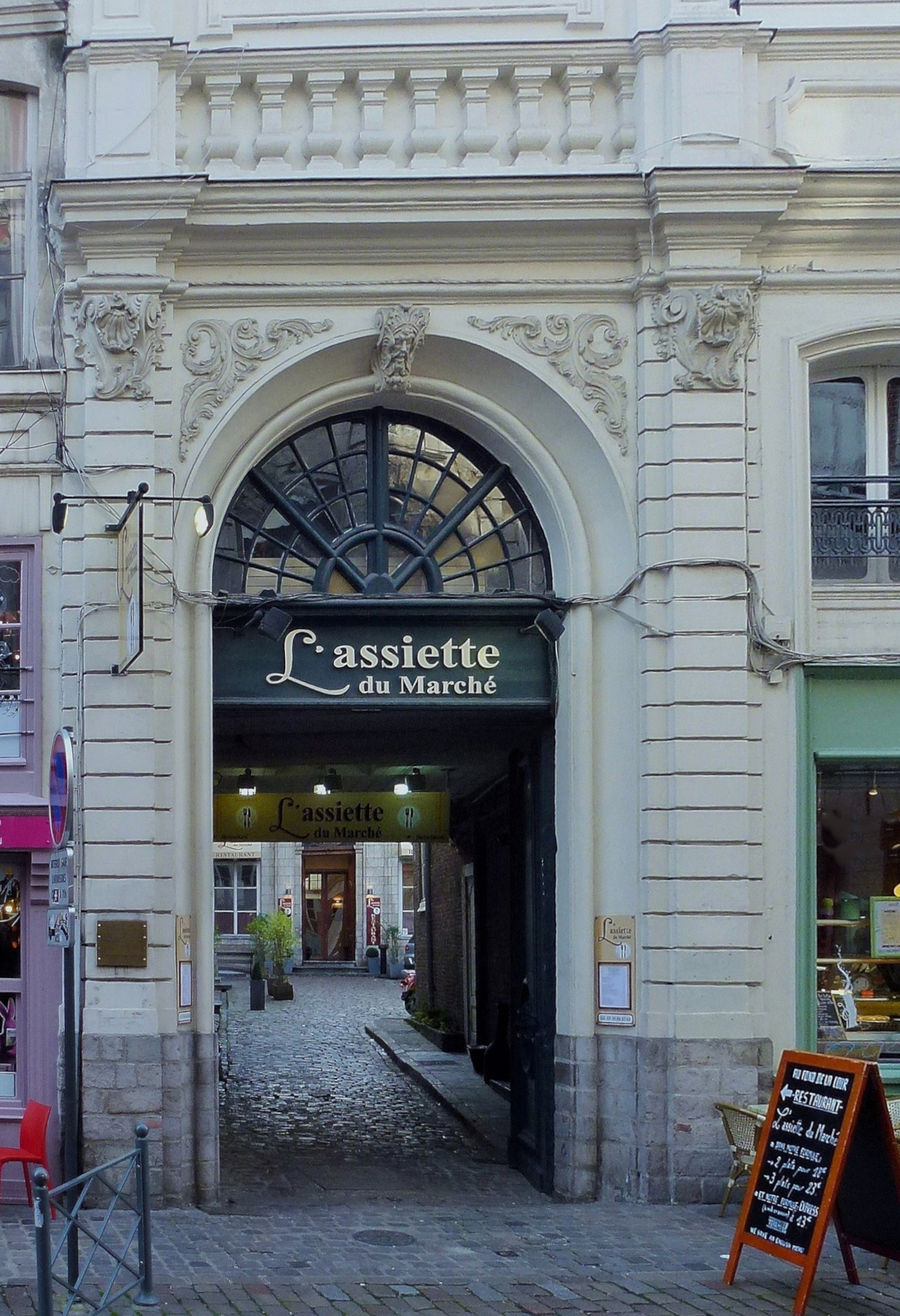
Porche de Hôtel du Juge Garde des Monnaies

Derrière un porche qui ouvre sur la rue de la Monnaie, l'hôtel de style néoclassique français présente une façade très sobre, ornée de motifs Louis XV, rocailles et têtes.